# Otto Neitzel
Otto Neitzel est un compositeur, pianiste et critique musical allemand, né le 6 juillet 1852 à Falkenburg et mort le 10 mars 1920 à Cologne.

## Biographie
Il fait des études de piano au Joachimsthaler Gymnasium à Berlin et à la Neuen Akademie der Tonkunst. Il a pour professeurs Theodor Kullak et Richard Wüerst. Il est également élève de Liszt (1873-1875).
En 1875, il soutient une thèse intitulée Die ästhetische Grenze der Programmusik (les Limites esthétiques de la Musique à programme) . Il devient accompagnateur de la cantatrice Pauline Lucca et du violoniste Pablo de Sarasate.
Il occupe les postes de directeur de la musique à Strasbourg (1878-1881), puis de professeur au Conservatoire de Moscou (1881-1885). Revenu à Cologne, il tient la critique musicale du Kölnischen Zeitung.
Il se produit aux États-Unis comme pianiste et chef d'orchestre (1906-1907).

## Œuvres

### Musique pour orchestre
- Das Leben ein Traum, fantaisie pour violon et orchestre

### Musique vocale
- Musiques pour piano et chant : opus 4, 5, 11, 25-27, 33, 36, 43
- Vaterland, ode pour chœur, orchestre et orgue

### Opéras
- Angela, opéra , (1887 - Halle)
- Dido, opéra (1888 - Weimar)
- Der alte Dessauer, opéra (1889 - Wiesbaden)
- Die Barbarina, opéra (1904 - Wiesbaden)
- Walhall in Not, satyre musicale(1905 -Brême)
- Der Richter von Kaschau, opéra (1906 - Darmstadt)

## Écrits
- Der Führer durch die Oper des Theaters der Gegenwart, Text, Musik und Scene erläuternd...[3 v.]. A.G. Liebeskind, Leipzig 1890-1893
- Beethovens Symphonien. Tonger, Köln 1891
- Camille Saint-Saëns. Harmonie, Berlin 1899
- Einführung in Hauseggers Zinnober'. Ahn  Köln 1898
- Aus meiner Musikantenmappe. Loesdau, Berlin 1914